# Kikinda
Kikinda  (tiếng Serbia:) là một thành phố Serbia. Thành phố Kikinda có diện tích  km², dân số là 41.935 người  (theo điều tra dân số Serbia năm 2002) còn dân số cả khu tự quản là người.  Đây là thủ phủ hành chính của huyện Bắc Banat.

## Khí hậu
| Dữ liệu khí hậu của Kikinda (1981–2010, cực độ 1961–2010) | Dữ liệu khí hậu của Kikinda (1981–2010, cực độ 1961–2010) | Dữ liệu khí hậu của Kikinda (1981–2010, cực độ 1961–2010) | Dữ liệu khí hậu của Kikinda (1981–2010, cực độ 1961–2010) | Dữ liệu khí hậu của Kikinda (1981–2010, cực độ 1961–2010) | Dữ liệu khí hậu của Kikinda (1981–2010, cực độ 1961–2010) | Dữ liệu khí hậu của Kikinda (1981–2010, cực độ 1961–2010) | Dữ liệu khí hậu của Kikinda (1981–2010, cực độ 1961–2010) | Dữ liệu khí hậu của Kikinda (1981–2010, cực độ 1961–2010) | Dữ liệu khí hậu của Kikinda (1981–2010, cực độ 1961–2010) | Dữ liệu khí hậu của Kikinda (1981–2010, cực độ 1961–2010) | Dữ liệu khí hậu của Kikinda (1981–2010, cực độ 1961–2010) | Dữ liệu khí hậu của Kikinda (1981–2010, cực độ 1961–2010) | Dữ liệu khí hậu của Kikinda (1981–2010, cực độ 1961–2010) |
| Tháng                                                     | 1                                                         | 2                                                         | 3                                                         | 4                                                         | 5                                                         | 6                                                         | 7                                                         | 8                                                         | 9                                                         | 10                                                        | 11                                                        | 12                                                        | Năm                                                       |
| --------------------------------------------------------- | --------------------------------------------------------- | --------------------------------------------------------- | --------------------------------------------------------- | --------------------------------------------------------- | --------------------------------------------------------- | --------------------------------------------------------- | --------------------------------------------------------- | --------------------------------------------------------- | --------------------------------------------------------- | --------------------------------------------------------- | --------------------------------------------------------- | --------------------------------------------------------- | --------------------------------------------------------- |
| Cao kỉ lục °C (°F)                                        | 17.1 (62.8)                                               | 21.4 (70.5)                                               | 28.3 (82.9)                                               | 30.4 (86.7)                                               | 33.7 (92.7)                                               | 37.5 (99.5)                                               | 40.0 (104.0)                                              | 38.9 (102.0)                                              | 37.4 (99.3)                                               | 29.5 (85.1)                                               | 25.3 (77.5)                                               | 19.7 (67.5)                                               | 40.0 (104.0)                                              |
| Trung bình ngày tối đa °C (°F)                            | 3.0 (37.4)                                                | 5.6 (42.1)                                                | 11.7 (53.1)                                               | 17.7 (63.9)                                               | 23.1 (73.6)                                               | 26.0 (78.8)                                               | 28.5 (83.3)                                               | 28.4 (83.1)                                               | 23.5 (74.3)                                               | 17.7 (63.9)                                               | 10.0 (50.0)                                               | 4.1 (39.4)                                                | 16.6 (61.9)                                               |
| Trung bình ngày °C (°F)                                   | −0.2 (31.6)                                               | 1.4 (34.5)                                                | 6.3 (43.3)                                                | 11.9 (53.4)                                               | 17.3 (63.1)                                               | 20.3 (68.5)                                               | 22.3 (72.1)                                               | 21.7 (71.1)                                               | 16.9 (62.4)                                               | 11.6 (52.9)                                               | 5.6 (42.1)                                                | 1.1 (34.0)                                                | 11.3 (52.3)                                               |
| Tối thiểu trung bình ngày °C (°F)                         | −3.1 (26.4)                                               | −2.3 (27.9)                                               | 1.6 (34.9)                                                | 6.4 (43.5)                                                | 11.3 (52.3)                                               | 14.3 (57.7)                                               | 15.8 (60.4)                                               | 15.5 (59.9)                                               | 11.5 (52.7)                                               | 6.8 (44.2)                                                | 2.1 (35.8)                                                | −1.6 (29.1)                                               | 6.5 (43.7)                                                |
| Thấp kỉ lục °C (°F)                                       | −29.8 (−21.6)                                             | −24.5 (−12.1)                                             | −15.6 (3.9)                                               | −5.9 (21.4)                                               | −0.5 (31.1)                                               | 4.0 (39.2)                                                | 7.1 (44.8)                                                | 6.0 (42.8)                                                | −1.4 (29.5)                                               | −7.7 (18.1)                                               | −13.8 (7.2)                                               | −22.4 (−8.3)                                              | −27.0 (−16.6)                                             |
| Lượng Giáng thủy trung bình mm (inches)                   | 34.3 (1.35)                                               | 26.8 (1.06)                                               | 33.1 (1.30)                                               | 43.8 (1.72)                                               | 53.9 (2.12)                                               | 75.5 (2.97)                                               | 56.1 (2.21)                                               | 49.6 (1.95)                                               | 50.4 (1.98)                                               | 41.1 (1.62)                                               | 45.2 (1.78)                                               | 46.5 (1.83)                                               | 556.3 (21.90)                                             |
| Số ngày giáng thủy trung bình (≥ 0.1 mm)                  | 12                                                        | 11                                                        | 11                                                        | 11                                                        | 12                                                        | 12                                                        | 9                                                         | 9                                                         | 10                                                        | 9                                                         | 11                                                        | 14                                                        | 130                                                       |
| Độ ẩm tương đối trung bình (%)                            | 86                                                        | 80                                                        | 71                                                        | 66                                                        | 64                                                        | 66                                                        | 64                                                        | 65                                                        | 71                                                        | 75                                                        | 82                                                        | 87                                                        | 73                                                        |
| Số giờ nắng trung bình tháng                              | 67.8                                                      | 103.2                                                     | 154.2                                                     | 198.3                                                     | 256.9                                                     | 275.6                                                     | 309.3                                                     | 285.9                                                     | 207.6                                                     | 165.7                                                     | 94.5                                                      | 58.5                                                      | 2.177,6                                                   |
| Nguồn: Republic Hydrometeorological Service of Serbia     |                                                           |                                                           |                                                           |                                                           |                                                           |                                                           |                                                           |                                                           |                                                           |                                                           |                                                           |                                                           |                                                           |